# Les Aventures du jeune Indiana Jones
Les Aventures du jeune Indiana Jones (The Young Indiana Jones Chronicles) est une série télévisée américaine créée, supervisée et coproduite par George Lucas et diffusée entre le 4 mars 1992 et le 24 juillet 1993 sur ABC. La série est une coproduction Lucasfilm et Amblin Television en association avec Paramount Television et a été distribuée par Paramount Domestic Television. Elle a été tournée dans de nombreux lieux à travers le monde avec un budget estimé à 1 million et demi de dollars par épisode.
La série raconte principalement l'enfance et la jeunesse d'Indiana Jones de 1908 à 1920. Les interprètes principaux du personnage éponyme sont Sean Patrick Flanery et Corey Carrier. George Hall incarne une version âgée de Jones durant quelques épisodes et Harrison Ford effectue également une apparition dans un épisode. Dans le montage d'origine, la vie d'Indiana Jones est présentée de manière non-chronologique.
La série comporte 28 épisodes de 45 minutes. En raison d'un budget élevé et d'audiences déclinantes, elle est annulée en 1993. Cependant, malgré son annulation, 4 téléfilms de 90 minutes ont été produits et diffusés sur The Family Channel de 1994 à 1996 dans une tentative de poursuivre la série. En 1999, elle est remontée en 22 téléfilms et renommée The Adventures of Young Indiana Jones. Les histoires sont alors présentées de manière chronologique. Les séquences finales avec le vieil Indiana Jones ont été supprimées et ne sont plus considérées comme canon.
En France, la série a été diffusée du 3 septembre 1994 au 29 juillet 1995 sur TF1 et de manière parallèle du 4 octobre 1994 au 18 avril 1995 sur Jimmy. Elle fut ensuite rediffusée en 2005 sur W9, puis sur France 4 en 2012 ainsi que de décembre 2015 à janvier 2016.

## Synopsis
Bien avant d'être professeur d'archéologie, le jeune Henry Walton Jones Jr., dit Indiana Jones, parcourt le monde et rencontre de nombreux lieux et figures historiques, des pyramides égyptiennes aux tranchées de la Somme en passant par les clubs de jazz américains. Il y fait de nombreuses rencontres avec des personnalités importantes (ou futures personnalités importantes) comme Edgar Degas, Giacomo Puccini, George Patton, Pablo Picasso, Eliot Ness, Charles Nungesser, Al Capone, Norman Rockwell, Louis Armstrong, George Gershwin, Winston Churchill, Ho Chi Minh, Carl Jung, Sigmund Freud, Ernest Hemingway, Albert Schweitzer, Mata Hari ou encore Theodore Roosevelt.

## Distribution
Sauf indication contraire, les informations mentionnées dans cette section peuvent être confirmées par les bases de données cinématographiques  présentes dans la section « Liens externes ».
- Sean Patrick Flanery (VF : Jean-Philippe Puymartin) : Indiana Jones, adolescent (de 16 à 22 ans)
- George Hall (VF : André Valmy) : Indiana Jones, âgé
- Ronny Coutteure : Rémy Baudouin
- Margaret Tyzack : Miss Helen Seymour
- Lloyd Owen : Pr. Henry Jones Senior
- Corey Carrier : Indiana Jones, âgé de 8 à 10 ans
- Ruth De Sosa : Anna Jones
- Julian Firth : Richard Meinertzhagen
- Leon Pridgen : C. J.
- Jay Underwood : Ernest Hemingway
- Harrison Ford (VF : Claude Giraud) : Indiana Jones, à 50 ans (1 épisode)
- Cris Campion : Gaston
- Francis Lalanne : colonel Barc
- Bernard Fresson : maréchal Joffre
- Jean Rougerie : général Philippe Pétain
- Jean-Pierre Castaldi : Rocco
- Jean-Claude Bouillon : Charles Mangin
- François Bourcier : Marat
- Rémy Roubakha : Claude
- Joseph Bennett : T. E. Lawrence
- Michel Duchaussoy : commandant Boucher
- Isaac de Bankolé : sergent Barthélémy
- Jacques Sereys : colonel Mathieu
- Jacques Vincey : capitaine Lafleur
- Hubert Saint-Macary : lieutenant Arnoud
- François-Eric Gendron : Jean-Marc
- Friedrich von Thun : Albert Schweitzer
- Émile Abossolo M'Bo : Joseph Azowani
- Yann Collette : colonel Pernod
- Christian Cloarec : capitaine Rostand
- Amanda Ooms : Nadia Kamenevsky
- Jean-Pierre Aumont : Edgar Degas
- Danny Webb : Pablo Picasso
- Nathalie Cardone : Fernande Olivier
- Mike Moroff : Pancho Villa
- Patrick Ryecart : Charles Ier
- James Gammon : Theodore Roosevelt
- Jennifer Hale : Zita de Bourbon-Parme
- Christopher Lee (VF : Gabriel Cattand) : Comte Zernine
- Joss Ackland : le chef de la police secrète autrichienne
- John P. Ryan : monsieur Max
- Timothy Spall : Cunningham, l'espion britannique
- Kenneth Cranham : colonel Schmidt
- Harry Enfield : Julio, le chauffeur
- Terry Jones : Marcello, l'espion italien
- Charles McKeown : Charles, l'espion français
- William Hootkins : Sergei Diaghilev
- Liz Smith : Delfina
- Cyril Cusack : Georges Clemenceau
- Anna Massey : Gertrude Bell
- Michael Maloney : Arnold Toynbee
- Alec Mapa : Nguyen dit Hô Chi Minh
- Michael Kitchen : Lloyd George
- Josef Sommer : Woodrow Wilson
- Jeroen Krabbé : Brockdorff
- James Handy : Frank Brady
- Hervé Pauchon : capitaine Charles de Gaulle
- Jason Flemyng : Emile
- Yves Beneyton : capitaine Jean Benet
- Domiziana Giordano : Mata Hari
- Roger Sloman : Lénine
- Jean-Pierre Cassel : l'ambassadeur de France en Russie
- Beata Poźniak : Irina
- Ravil Isyanov : Sergueï Aliev
- Alan Cox : Dimitri
- Marc Berman : Laurentine
- Pierre Lacan : Brossard
- Jean-Gabriel Nordmann : le secrétaire de l'ambassadeur
- Elsa Zylberstein : la fille au téléphone
- Tim McInnerny : Franz Kafka
- John Clive : le fonctionnaire praguois
- Bernard Bresslaw : le grand fonctionnaire praguois
- Catherine Zeta-Jones : Maya
- Cameron Daddo : Jack Anders
- Douglas Henshall : T. E. Lawrence en 1919
- Daniel Craig : capitaine Schiller
- Haluk Bilginer : colonel Ismet Bey
- Colin Baker : Harry George Chauvel
- Tony Bonner : M.W.J. Bourchier
- Todd Boyce : Dex
- Okan Bayülgen : un canonnier turc
- Ben Miller : un officier français
- Bob Peck : général Tarco
- Keith Szarabajka : colonel Waters
- Pernilla August : Emilie / Mamma

## Personnages historiques
À l'occasion de nombreuses aventures Indiana Jones rencontre :
- Al Capone
- Albert Schweitzer
- Alexander Woollcott
- Alfred Adler
- Alice B. Toklas
- Annie Besant
- Anthony Fokker
- Arnold Joseph Toynbee
- Barthélemy Boganda
- Ben Hecht
- Bram Stoker
- Bronisław Malinowski
- Carl Gustav Jung
- Carl Laemmle
- Charles de Gaulle
- Charles MacArthur
- Charles Mangin
- Charles Nungesser
- Charles Webster Leadbeater
- Daniel-Henry Kahnweiler
- David Lloyd George
- Dorothy Parker
- Edward Morgan Forster
- Edgar Degas
- Edith Wharton
- Edna Ferber
- Edward Stratemeyer
- Eliot Ness
- Emanuel Viktor Voska
- Charles Ier d'Autriche
- Zita de Bourbon-Parme
- Enver Pasha
- Erich von Stroheim
- Ernest Hemingway
- Fayçal ibn Hussein
- Franklin Pierce Adams
- François-Ferdinand d'Autriche
- Franz Kafka
- Frederick Courtney Selous
- General Allenby
- General Nivelle
- Georges Clemenceau
- George Gershwin
- George Patton
- George White
- Georges Braque
- Gertrude Bell
- Gertrude Stein
- Giacomo Puccini
- Halide Edip Adıvar
- Harry Carey
- Henri Philippe Petain
- Henri Rousseau
- Harry George Chauvel
- Hô Chi Minh
- Howard Carter
- Irving Berlin
- Irving Thalberg
- Ismet Bey
- Jan Christiaan Smuts
- Jiddu Krishnamurti
- Big Jim Colosimo
- Joseph Azowani[1]
- Joseph Joffre
- John Ford
- John Pershing
- Johnny Torrio
- Kermit Roosevelt
- King Oliver
- Le Docteur (Doctor Who, fiction)
- Léon Tolstoï
- Louis Armstrong
- Lowell Thomas
- Murray William James Bourchier
- Manfred von Richthofen
- Margaret Trappe
- Mata Hari
- Mustafa Kemal Atatürk
- Níkos Kazantzákis
- Norman Rockwell
- Ottokar Czernin
- Pablo Picasso
- Pancho Villa
- Paul Robeson
- Paul Emil von Lettow-Vorbeck
- Sixte de Bourbon-Parme
- Sophie de Hohenberg
- Richard Meinertzhagen
- Robert Benchley
- Robert Graves
- Seán Lemass
- Seán O'Casey
- Serge de Diaghilev
- Sidney Bechet
- Siegfried Sassoon
- Sigmund Freud
- Sylvia Pankhurst
- Thomas Edward Lawrence
- Theodore Roosevelt
- Thomas Edison
- Lénine
- Manfred von Richthofen
- William Butler Yeats
- Général William Grant
- Ulrich von Brockdorff-Rantzau
- Winston Churchill
- Woodrow Wilson
- Wyatt Earp
- François-Xavier de Bourbon-Parme
- Yan Fu
- Montagu Brownlow Parker

## Épisodes

### Première saison (1992)
1. La Malédiction du chacal : Égypte 1908 et Mexique mars 1916 (The Curse of the Jackal) (DVD : Volume 1) (TF1 : 24/12/1994)
2. Londres, mai 1916 (London, May 1916) (DVD : Volume 1) (TF1 : 15/04/1995)
3. Afrique orientale britannique, septembre 1909 (British East Africa, September 1909) (DVD : Volume 1) (TF1 : 28/01/1995)
4. Verdun, septembre 1916 (Verdun, September 1916) (DVD : Volume 2) (TF1 : 25/02/1995)
5. Afrique orientale allemande, décembre 1916 - 1re partie (German East Africa, December 1916 - Part 1) (DVD : Volume 2) (TF1 : 04/03/1995)
6. Congo, janvier 1917 - 2e partie (Congo, January 1917 - Part 2) (DVD : Volume 2) (TF1 : 22/04/1995)

### Deuxième saison (1992-1993)
1. Autriche, mars 1917 (Austria, March 1917) (DVD : Volume 2) (TF1 : 13/05/1995)
2. Somme, août 1916 - 1re partie (Somme, Early August 1916 - Part 1) (DVD : Volume 2) (11/02/1995)
3. Allemagne, mi-août 1916 - 2e partie (Germany, Mid-August 1916 - Part 2) (DVD : Volume 2) (TF1 : 18/02/1995)
4. Barcelone, mai 1917 (Barcelona, May 1917) (DVD : Volume 2) (25/03/1995)
5. Le Mystère du blues, Chicago, avril et mai 1920 (The Mystery of the Blues) avec Harrison Ford (DVD : Volume 3) (05/08/1995)
6. Princeton, février 1916 (Princeton, February 1916) (DVD : Volume 1)
7. Petrograd, juillet 1917 (Petrograd, July 1917) (DVD : Volume 2) (TF1 : 01/04/1995)
8. New York, juin 1920 et juillet 1920 : le scandale de 1920 (The Scandal of 1920) (DVD : Volume 3) (TF1 : 19/08/1995)
9. ienne, novembre 1908 (Vienna, November 1908) (DVD : Volume 1) (TF1 : 07/01/1995)
10. Italie du Nord, juin 1918 (Northern Italy, June 1918) (DVD : Volume 3) (TF1 : 08/07/1995)
11. Le Train fantôme, Afrique orientale allemande, novembre 1916 (The Phantom Train of Doom, German East Africa, November 1916) (DVD : Volume 2)
12. Irlande, avril 1916 (Ireland, April 1916) (DVD : Volume 1) (TF1 : 22/07/1995)
13. Paris, septembre 1908 (Paris, September 1908) (DVD : Volume 1) (TF1 : 14/01/1995)
14. Pékin, mars 1910 (Peking, March 1910) (DVD : Volume 1) (TF1 : 31/12/1994)
15. Bénarès, janvier 1910 (Benares, January 1910) (DVD : Volume 1) (TF1 : 29/04/1995)
16. Paris, octobre 1916 (Paris, October 1916) (DVD : Volume 2) (TF1 : 06/05/1995)
17. Istanbul, septembre 1918 (Istanbul, September 1918) (DVD : Volume 3) (TF1 : 08/04/1995)
18. Paris, mai 1919 (Paris, May 1919) (DVD : Volume 3)
19. Florence, août 1908 (Florence, August 1908) (DVD : Volume 1) (TF1 : 15/07/1995)
20. Prague, août 1917 (Prague, August 1917) (DVD : Volume 2) (TF1 : 18/03/1995)
21. Palestine, octobre 1917 (Palestine, October 1917) (DVD : Volume 2) (TF1 : 29/07/1995)
22. Transylvanie, janvier 1918 (Transylvania, January 1918) (DVD : Volume 3)

### Téléfilms (1994-1996)
- 1994 : Les Folies d'Hollywood (The Hollywood Follies, Hollywood, August 1920 ) (DVD : Volume 3)
- 1995 : Le Trésor de l'œil du paon (Treasure of the Peacock's Eye, London/Egypt, November 1918 and South Pacific, November 1918) (DVD : Volume 3)
- 1995 : L'Attaque des hommes faucons (Attack of the Hawkmen, Ravenelle, Germany, 1917 and Ahlgorn, Germany 1917) (DVD : Volume 2)
- 1996 : Voyage avec Père (inédit en France) (DVD : Volume 1)

## Récompenses
Sauf indication contraire, les informations mentionnées dans cette section peuvent être confirmées par les bases de données cinématographiques  présentes dans la section « Liens externes ».
- Emmy Awards 1992 :
  - Meilleurs décors pour l'épisode La malédiction du chacal
  - Meilleurs costumes pour l'épisode La malédiction du chacal
  - Meilleurs maquillages pour l'épisode La malédiction du chacal
  - Meilleur son pour l'épisode Verdun, septembre 1916
- Emmy Awards 1993 :
  - Meilleurs costumes pour l'épisode New York, juin-juillet 1920 : le scandale de 1920
  - Meilleure musique pour l'épisode New York, juin-juillet 1920 : le scandale de 1920
  - Meilleurs effets visuels pour l'épisode New York, juin-juillet 1920 : le scandale de 1920
  - Meilleur son pour l'épisode Somme, août 1916
- Emmy Awards 1994 : meilleure musique pour l'épisode Irlande, avril 1916

## Autour de la série
Dans les épisodes Afrique orientale britannique, septembre 1909 et Le train fantôme, on peut noter la participation de Paul Freeman (qui jouait le rôle de Belloq dans Les Aventuriers de l'arche perdue).
En produisant Les Aventures du jeune Indiana Jones, George Lucas a souhaité créer un divertissement qui instruirait les jeunes garçons enfants et adolescents sur l'Histoire du début du XXe siècle. Le style de la série, bien différent de celui des films, la rend très coûteuse. La série est interrompue prématurément en raison d'audiences télévisées décroissantes, avant la diffusion de tous les épisodes produits. Des dizaines d'autres épisodes avaient également été envisagés. La série est par la suite remontée dans l'ordre chronologique en vingt-deux téléfilms sous le nom The Adventures of Young Indiana Jones.
Curieusement dans la version française, Harrison Ford est à nouveau doublé par Claude Giraud (après Les Aventuriers de l'arche perdue) et non par Richard Darbois, ce dernier étant pourtant devenu la voix régulière de l'acteur américain. Par ailleurs dans cette série, Ford y apparaît avec une barbe imposante du fait qu'il l'avait laissée pousser pour les biens du film qu'il s'apprêtait à tourner, Le Fugitif.

## Montages alternatifs
Pour la sortie de l'intégrale en VHS en 1999, George Lucas a décidé de faire un montage de tous les épisodes produits pour en faire 22 longs métrages (Soit l'équivalent de deux épisodes par métrage avec des scènes rallongées et d'autres totalement inédites). Toutes les scènes incluant Indiana Jones âgé, incarné par George Hall ont été supprimées et ne font donc pas parties de cette intégrale. Cette version est ensuite ressortie en DVD en 2007 et 2008.

## DVD
La série est entièrement disponible en trois coffrets DVD chez CBS Vidéo par l'intermédiaire de Paramount Pictures : Pour l'occasion près de 95 documentaires ont été produits pour cette intégrale.
- Les Aventures du jeune Indiana Jones - Volume Un : Les jeunes années (12 DVD) : Ce premier coffret contient les épisodes remontés :
  - DVD 1 : Ma première aventure (Montage des épisodes La Malédiction du chacal - 1re partie + Tanger, Mai 1908)
  - DVD 2 : Passion pour la vie (Montage des épisodes Afrique orientale britannique, septembre 1909 + Paris, septembre 1908)
  - DVD 3 : Bonus de Passion pour la vie
  - DVD 4 : Le Péril des cupides (Montage des épisodes Vienne, novembre 1908 + Florence, août 1908)
  - DVD 5 : Bonus de Le Péril des cupides
  - DVD 6 : Voyage avec Père (Épisode tourné après la série)
  - DVD 7 : Voyage avec éclat (Montage des épisodes Bénarès, janvier 1910 + Pékin, mars 1910)
  - DVD 8 : Aventure de vacances de printemps (Montage des épisodes Princeton, février 1916 + La Malédiction du chacal - 2e partie)
  - DVD 9 : Bonus de Aventure de vacances de printemps
  - DVD 10 : Douce Chanson de l'Amour (Montage des épisodes Irlande, avril 1916 + Londres, mai 1916)
  - DVD 11 : Bonus de Douce Chanson de l'Amour
  - DVD 12 : Bonus interactifs

- Les Aventures du jeune Indiana Jones - Volume Deux : Les années de guerre (8 DVD) : Ce second coffret comprend les épisodes remontés :
  - DVD 1 : Les Tranchées de l'Enfer (Montage des épisodes Somme, août 1916 + Allemagne, mi-août 1916) + bonus
  - DVD 2 : Les Démons de la déception (Montage des épisodes Verdun, septembre 1916 + Paris, octobre 1916) + bonus
  - DVD 3 : Le Train fantôme + bonus
  - DVD 4 : Oganga, le donneur et le preneur de vie (Montage des épisodes Afrique orientale allemande, décembre 1916 1re partie + Congo, janvier 1917 2e partie) + bonus
  - DVD 5 : L'Attaque des hommes faucons + bonus
  - DVD 6 : Aventures dans les services secrets (Montage des épisodes Autriche, mars 1917 + Petrograd, juillet 1917) + bonus
  - DVD 7 : Escapades d'espionnage (Montage des épisodes Barcelone, mai 1917 + Prague, août 1917) + bonus
  - DVD 8 : Les Casse-cou du désert (Montage des épisodes Palestine, octobre 1917 et Palestine, octobre 1917 2e partie) + bonus

- Les Aventures du jeune Indiana Jones - Volume Trois : Les années de changement (9 DVD) : Ce troisième et dernier coffret comprend les épisodes remontés :
  - DVD 1 : Les Contes de l'innocence (Montage des épisodes Italie du Nord, juin 1918 + Maroc, novembre 1917) + bonus
  - DVD 2 : Les Masques du mal (Montage des épisodes Istanbul, septembre 1918 + Transylvanie, janvier 1918) + bonus
  - DVD 3 : Le Trésor de l'œil du paon + bonus
  - DVD 4 : Bonus interactifs
  - DVD 5 : Un vent de changement (Montage des épisodes Paris, mai 1919 + Princeton, mai 1919) + bonus
  - DVD 6 : Bonus interactifs
  - DVD 7 : Le Mystère du blues (Montage des épisodes Le mystère du blues - 1re partie + Le mystère du blues - 2e partie) + bonus
  - DVD 8 : Le Scandale de 1920 (Montage des épisodes New York, juin-juillet 1920 : le scandale de 1920 - 1re partie + New York, juin-juillet 1920 : le scandale de 1920 - 2e partie) + bonus
  - DVD 9 : Les Folies d'Hollywood + bonus